# Čalići
Čalići su naseljeno mjesto u općini Čitluk, Federacija BiH, BiH.

## Zemljopis
Čalići se nalaze u sjeverozapadnom dijelu općine Čitluk. Prostiru se ispod brda Trtle u smjeru sjeveroistok-jugozapad. U mjestu postoji i novosagrađeno igralište na kojemu se događaju slavlja u selu.

## Stanovništvo

### 1991.
Nacionalni sastav stanovništva 1991. godine, bio je sljedeći:
ukupno: 303
- Hrvati – 303

### 2013.
Nacionalni sastav stanovništva 2013. godine, bio je sljedeći:
ukupno: 314
- Hrvati – 314